# Цыганов, Тимофей Николаевич
Цыганов Тимофей Николаевич призёр чемпионата России по карате. Дата рождения: 3 марта 1976 год рождения
Кекусинкай занимается с 1992 г Тренер — Михаил Гяч. С 2004 г. тренер — Котвицкий Д. Ю.
Образование высшее. В 2005 г. окончил факультет физической культуры и спорта Самарского государственного педагогического университета.
Ведет активную спортивную и тренерскую деятельность. В числе воспитанников — призёры и чемпионы соревнований регионального и российского уровня, а также призёры чемпионата европы.
4-й дан Кекусинкан. Мастер спорта Международного класса по каратэ Кекусинкай.

## Спортивная карьера
1994 — Бронзовый призёр Открытого чемпионата Польши
1995 — Бронзовый призёр Открытого кубка Великобритании
1996 — Серебряный призёр Открытого кубка Великобритании
1996 — Чемпион Вооруженных Сил Российской Федерации
1996 — Серебряный призёр Чемпионата России
1997 — Бронзовый призёр Евро-Азиатского турнира
2003 — Чемпион Открытого кубка Великобритании
2004 — Призёр Чемпионата мира в Японии по версии Рэнгокай
2007 — Серебряный призёр Чемпионата Европы в г. Самара
2012 — Чемпион Открытого всероссийского турнира «Московский кайман»
1996, 1997, 1998, 2003, 2004, 2005, 2007 — член сборной России.